# Ley de no discriminación por información genética
La Ley de no Discriminación por Información Genética (Genetic Information Nondiscrimination Act o GINA, en inglés) es una ley de Estados Unidos que prohíbe el uso inapropiado de la información genética en seguros médicos y en el empleo. Prohíbe a las aseguradoras denegar cobertura médica basándose únicamente en la predisposición genética a desarrollar una enfermedad en el futuro. El senador Ted Kennedy lo consideró el principal nuevo derecho civil del siglo XXI.
La legislación también prohíbe a los empleadores usar la información genética individual para contrar, despedir, asignar trabajos, o tomar decisiones de ascenso.
El 24 de abril de 2004, H.R. 493 Archivado el 19 de septiembre de 2008 en Wayback Machine. fue aprobada por el senado con 95 votos a favor y ninguno en contra. Luego fue enviada a la House of Representatives, donde el primero de mayo aprobó con 414 votos a favor. El presidente George W. Bush la firmó, convirtiéndola en ley, el 21 de mayo de 2008.
.